# ایل قلاوند
قلاوند یکی از طایفه‌های ایل دیرکوند و از شعب بالاگریوه، از زیرمجموعهٔ قوم لر، است. سکونت‌گاه اصلی قلاوندها شهرستان اندیمشک و بخش الوار گرمسیری است.

## زبان
قلاوندها جزئی از لرهای بالاگریوه هستند و به لری بالاگریوه‌ای صحبت می‌کنند.

## جمعیت
در سال ۱۳۴۰ جمعیت ایل قلاوند بیش از ۱۲۰۰ خانوار بوده‌است.

## طایفه‌ها و تیره‌ها
ایل قلاوند از طایفه‌ها و تیره‌های مختلفی تشکیل شده‌است، فهرست زیر تمامی طایفه‌های و تیره‌های ایل قلاوند است:
- تتر
- بزرگ
- باشاقا
- کیخا
- شانظر
- شاطره
- آدینه‌وند
- شهاوند
- سیراوند
- مهرابوند
- شیخ حاجی باریکاب
- برخوردار
- چار بآووه (کوچک، مرغزار، خنکار، خداوردی)
- رهداروند

طایفه‌ها و تیره‌های مختلف وابسته به ایل قلاوند که جزیی از ایل قلاوند محسوب می‌شوند:
- گورو
- دره تنگی
- هوتاوند
- شیخ پیر مار
- کاویانی
- میرمشرقی
- تجار

طایفه‌ها و تیره‌های مختلف وابسته به ایل قلاوند که جزیی از ایل قلاوند محسوب می‌شوند ولی از ایل‌ها و طایفه‌های دیگر از قلاوند هستند:
- بخش عمده‌ای از طایفهٔ ماکنالی
- عده‌ای از طایفه بگری
- عده‌ای از طایفه مالزیری
- تیره‌هایی از طایفه ساکی
- یک خانوار موسوم به خاکی خان (که در گذشته ارمنی بوده و از مناطق ارامنه به این مناطق مهاجرت کرده‌است)